# Silvio Maestranzi
Silvio Maestranzi (* 1934 in Bozen) ist ein italienischer Fernsehregisseur.

## Leben
Maestranzi schloss in Politikwissenschaften ab und besuchte dann das Centro Sperimentale di Cinematografia, wo er 1958 im Fach Regie diplomierte. Nach kurzen Episoden als Regieassistent und Drehbuchautor ging er zum Fernsehen, wo er für viele Informations- und Reportagesendungen verantwortlich war, darunter L'insurrezione di Varsavia und einige Folgen von Di fronte alla legge. Ab 1974 inszenierte er dann mit großem Erfolg Fernsehfilme wie L'assassinio dei fratelli Rosselli, Tecnica di un colpo di stato oder L'ombra nel dubbio. Auch zahlreiche Dokumentarfilme – so trug er entscheidend zur Bekanntmachung der Anonymen Alkoholiker in Italien durch seinen L'inferno dentro im Januar 1978 bei – stehen in Maestranzis Filmografie.

## Filmografie (Auswahl)
- 1974: L'assassinio dei fratelli Rosselli
- 1989: Im Schatten des Kreuzes (Le due croci)